# Глибинна зональність розміщення покладів нафти і газу
Глибинна (вертикальна) зональність розміщення покладів нафти і газу у товщі осадових порід включає чотири зони покладів:
- 1) переважно чистого газу, а також нафти, часто важкої (до 1350—1500 м, іноді — до 1900 м);
- 2) в основному легкої нафти й іноді конденсатного газу (до 4000 — 4500 м, іноді — до 6000 м);
- 3) переважно конденсатного газу і подекуди вельми легкої нафти (до 5000 — 6000 м, рідко — глибше);
- 4) сухого (метанового) газу (мабуть, до підошви осадової товщі).

Ця закономірність може порушуватися внаслідок складного тектонічного зміщення порід, насуву одних стратиграфічних комплексів на інші, як, наприклад, у Карпатах.
Глибинна зональність розміщення покладів нафти і газу виявлена геологами у 1960 – 1970-их роках.